# Castillo de Langoiran

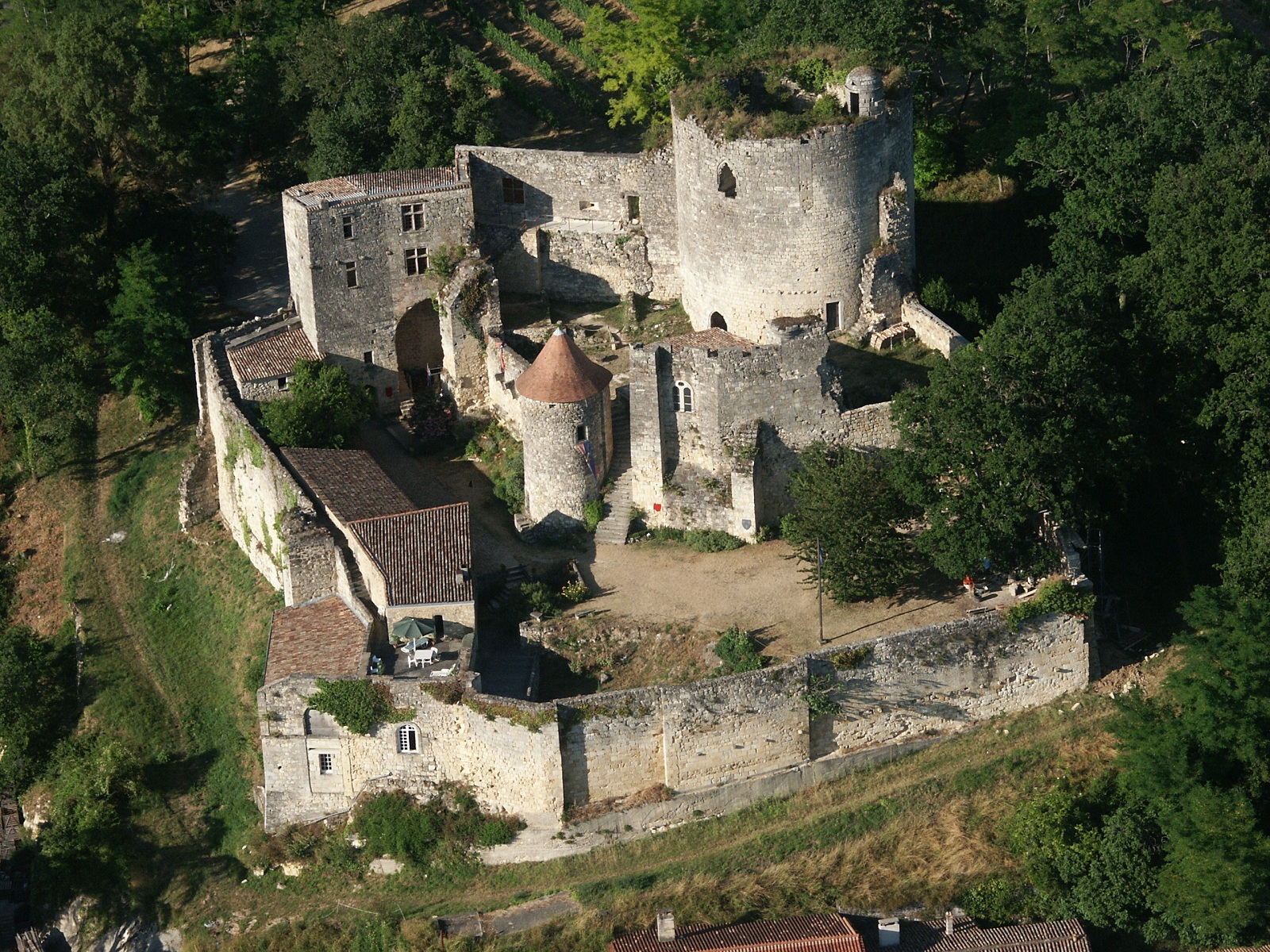
Castillo de Langoiran

El Château de Langoiran es un castillo feudal en la comuna de Langoiran en el departamento de Gironde, Francia. Ha sido clasificado como Monument historique (Monumento histórico) desde 1889.

## Historia
Los señores de Langoiran mantuvieron su fidelidad al Rey-Duque, como la única excepción, Bérard d'Albret quien tuvo que combatir para el rey de Francia al final de su vida.
El castillo de Langoiran fue propiedad de las más ilustres familias del Sur-Oeste de Francia. Les Escoussans constructores del actual castillo del siglo XII al siglo XIV. Los Albret en la segunda parte del siglo XIV. Los Montferrand del final del siglo XIV a principios del siglo XVI. Con un periodo corto como posesión real, y luego de la familia d'Armagnac. Los señoríos de Langoiran arruinados por unas guerras infructuosas se ven obligados a vender tierras y castillo a una familia de Burdeos los Arnoul, burgueses ennoblecidos. Este acontecimiento ilustra la mezcla social de la sociedad en esta época.
En 1649, durante la Fronda (levantamiento contra el cardenal Mazarino durante la minoría de edad del rey Luis XIV de Francia, 1648-1652) el castillo de Langoiran, está entre las manos de la familia Daffis. El heredeto quien resulta ser el presidente del Parlamento de Burdeos, partidario de los frondeurs contra el cardenal Mazarino. El duque d'Epernon governador de la Guyenne, se apodera del castillo de Langoiran, lo incendia y hace estallar la torre.

## Arquitectura
- Torre del siglo XIV. La más importante de la región por su diámetro y por la anchura de sus muros. Por su masa como sus defensas constituye la parte más importante del castillo. La torre domina el valle del Garona ( más de 80 metros) y desde allí se puede admirar el panorama sobre un radio de 50 km.[3]
- Torre de ángulo (siglo XVI-XVII) construida toscamente en una época de dificultades, tiene troneras para las armas de fuego.[3]